# Buckel-Fetthenne
Die Buckel-Fetthenne (Sedum dasyphyllum), auch Dickblatt-Fetthenne, Dickblättrige Fetthenne oder Buckel-Mauerpfeffer genannt, ist eine Pflanzenart, die zur Gattung Fetthennen (Sedum) innerhalb der Familie der Dickblattgewächse (Crassulaceae) gehört.

## Beschreibung
Die Buckel-Fetthenne ist eine immergrüne, ausdauernde sukkulente Pflanze, die Wuchshöhen von 5 bis 15 Zentimeter erreicht. Sie bildet niederliegende bis aufsteigende, dicht beblätterte nicht blühende Triebe und im oberen Teil locker beblätterte, drüsenhaarige Blütentriebe. Die überwiegend gegenständig angeordneten, sukkulenten, blaugrünen Laubblätter sind eiförmig mit einer Länge von 3 bis 7 mm, oben flach und unten stark gewölbt.
Die zwittrigen Blüten sind radiärsymmetrisch mit doppelter Blütenhülle. Die fünf bis sechs Blütenkronblätter sind weiß oder rosafarben, mit dunklem Mittelnerv, spitzlich und zwei- bis dreimal so lang wie die Kelchblätter. Der Fruchtknoten ist oberständig.

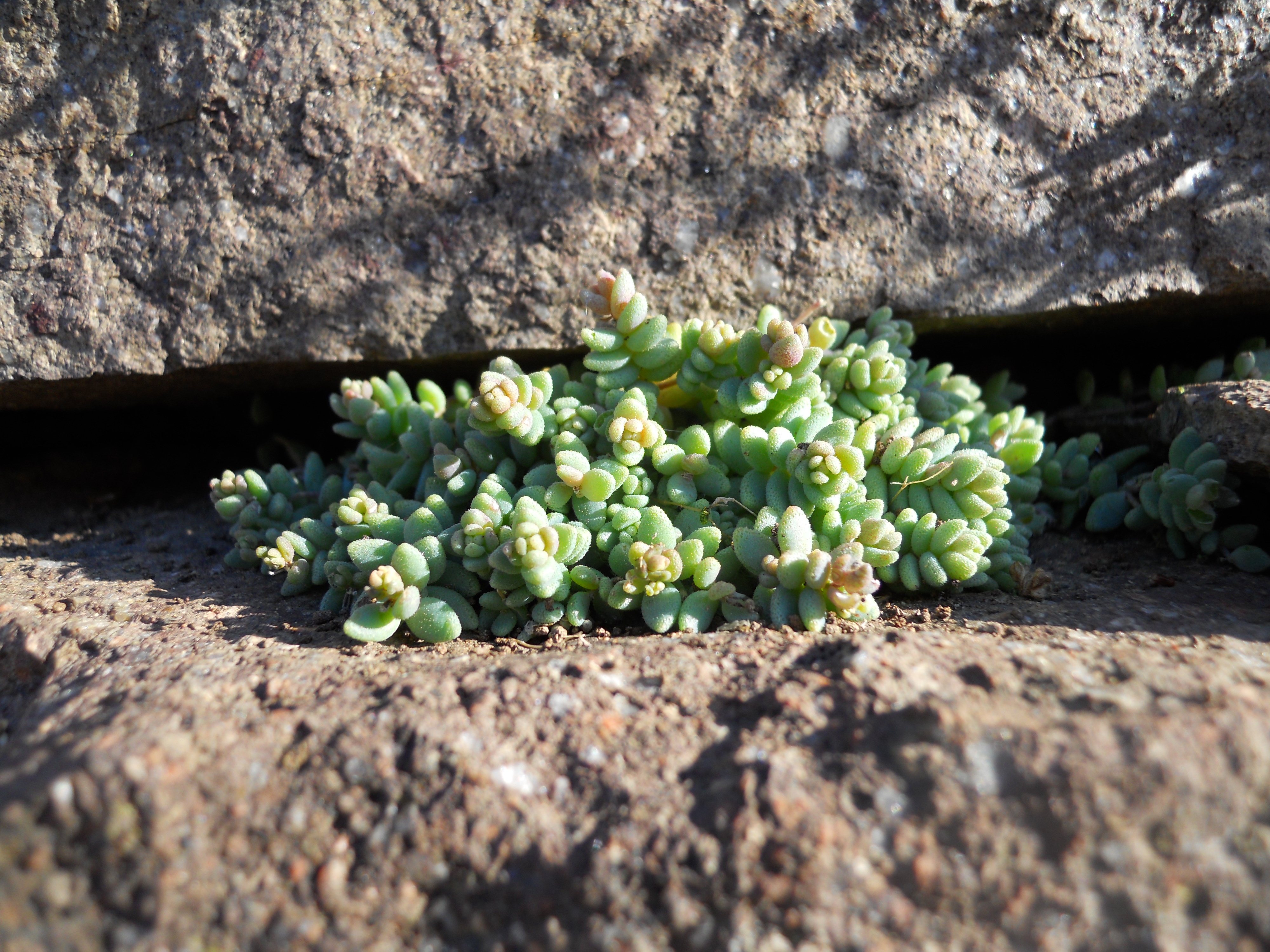
Buckel-Fetthenne

Die Blütezeit erstreckt sich von Mai bis August.
Die Chromosomenzahl beträgt 2n = 28, 42 oder 56.

## Ökologie
Die Buckel-Fetthenne wird von Insekten bestäubt. Als Hauptbestäuber treten Haut- und Zweiflügler in Erscheinung. Die Fremdbestäubung wird durch Vorweiblichkeit unterstützt, indem die Narben vor den Staubbeuteln reifen. Die Ausbreitung der Diasporen und Bruchäste ist an Wasser gebunden. Die Samen benötigen Licht, um erfolgreich keimen zu können.
Zur vegetativen Vermehrung tragen die aus den Blattachseln der unteren Blätter entspringenden Äste bei. Sie fallen leicht ab und bewurzeln sich.

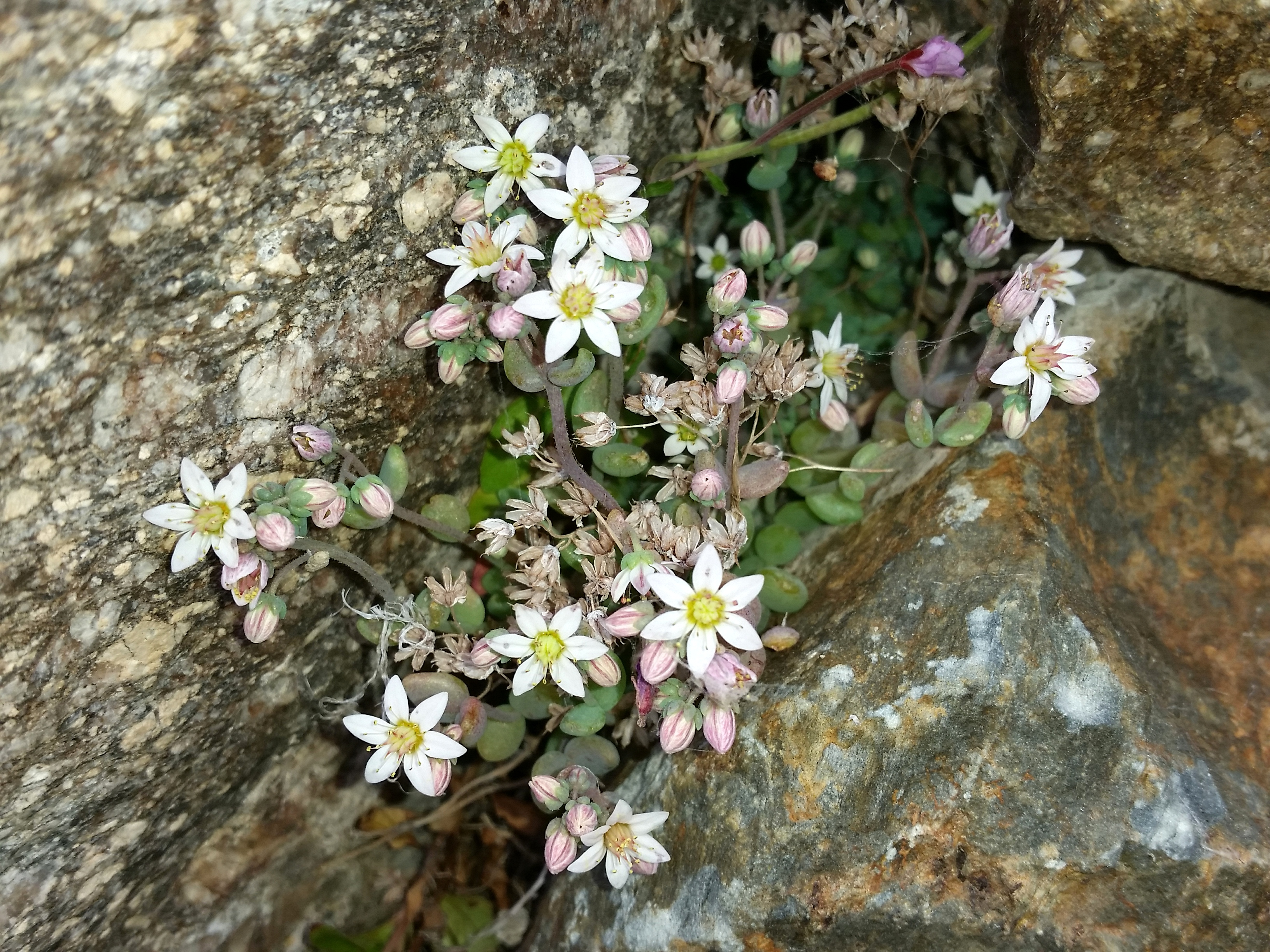
Buckel-Fetthenne (Sedum dasyphyllum)

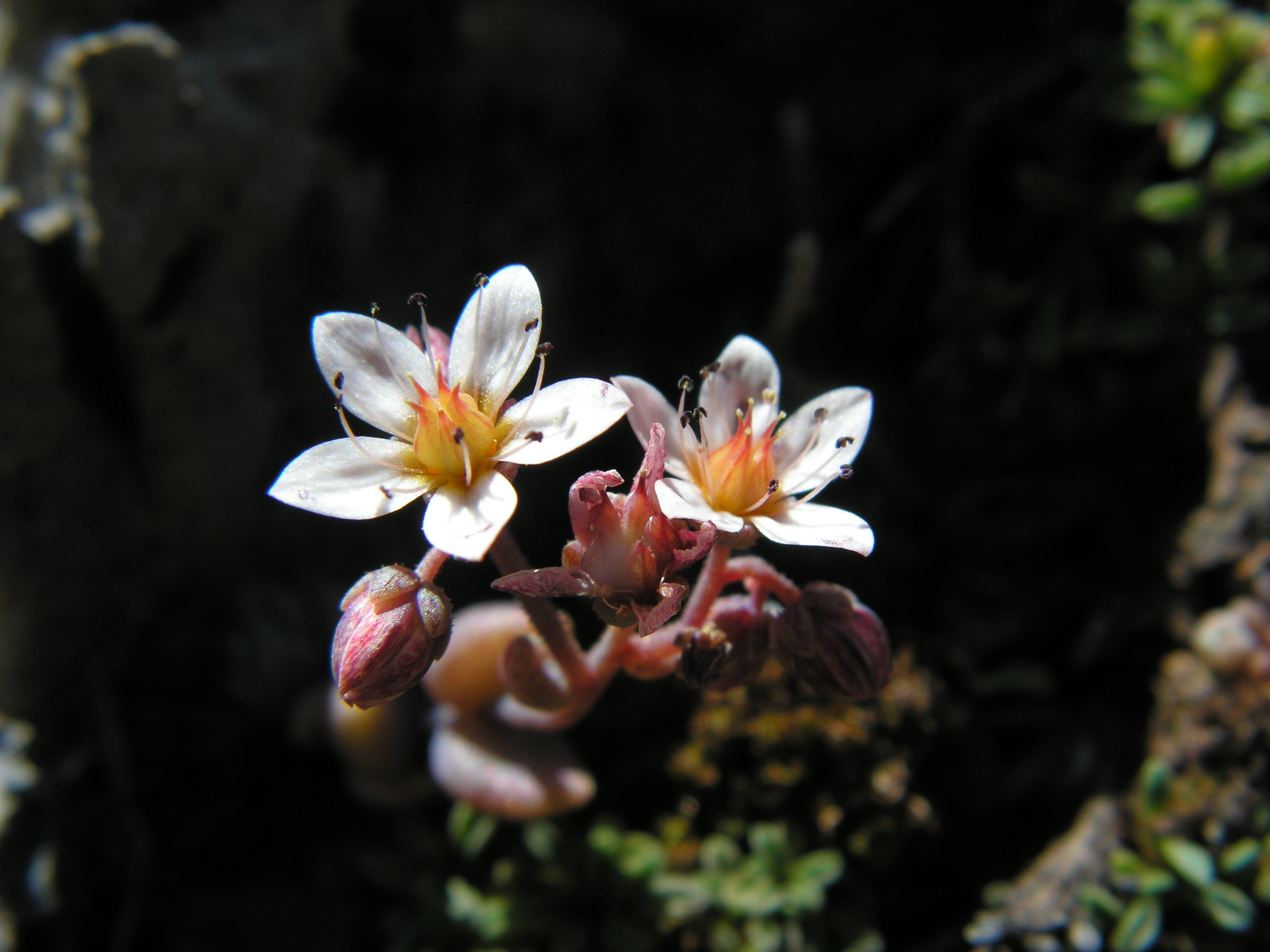
Blüten

## Vorkommen
Die Buckel-Fetthenne ist im Wesentlichen ein submediterran-präalpines Florenelement. Das Verbreitungsgebiet der Buckel-Fetthenne erstreckt sich in Südeuropa von Spanien bis nach Griechenland und bildet einen Verbreitungsschwerpunkt in der montanen und subalpinen Höhenstufe. Nach Norden erstreckt sich das Verbreitungsgebiet bis Zentralfrankreich und Süddeutschland, mit vereinzelten Einbürgerungen auch weiter nördlich. Ferner gibt es Vorkommen in Südwest-Anatolien und in Nordwestafrika.
In Deutschland kommt sie vereinzelt in der Pfalz, im Schwäbischen Jura, im Südschwarzwald und im Allgäu vor. Im Schweizer Jura und im Schweizer Mittelland, in Vorarlberg und in Ober- und Niederösterreich ist sie selten; in den Alpen ist sie zerstreut und steigt dort bis in Höhenlagen von 2500 Meter auf. In den Allgäuer Alpen kommt sie im Tiroler Teil bei Reutte zwischen Dürnau und Vorderer Mutte bis zu 1850 Metern Meereshöhe vor. Im Tessin kommt sie bis 2150 Meter, im Engadin bis 2200 Meter und im Kanton Wallis bis 2500 Meter Meereshöhe vor.
Die Buckel-Fetthenne braucht trockenen feinerde- und humusarmen, steinigen Untergrund in sonniger Lage. Ruinen und alte Mauern werden gerne von ihr besiedelt. Sie ist eine Charakterart der Klasse Asplenietea trichomanis, kommt aber auch in Gesellschaften der Ordnung Sedo-Scleranthetalia vor.
Die ökologischen Zeigerwerte nach Landolt & al. 2010 sind in der Schweiz: Feuchtezahl F = 1+w+ (trocken aber stark wechselnd), Lichtzahl L = 4 (hell), Reaktionszahl R = 3 (schwach sauer bis neutral), Temperaturzahl T = 3+ (unter-montan und ober-kollin), Nährstoffzahl N = 2 (nährstoffarm), Kontinentalitätszahl K = 4 (subkontinental).

## Gefährdung
In Deutschland gilt die Buckel-Fetthenne nach der Roten Liste als gefährdet. Ihre Bestände sind im Gebiet und in Mitteleuropa im Rückgang begriffen. Zentraleuropaweit gilt sie als ungefährdet. Gründe für den Rückgang sind in erster Linie Maßnahmen der Dorfsanierung und Burgrestaurierung.

## Verwendung
Die Buckel-Fetthenne ist seit etwa 1697 in Kultur und wird als Zierpflanze in Steingärten gepflanzt, aus denen sie da und dort verwildert. Sie benötigt einen sonnigen und trockenen Standort auf kalkhaltigen Böden.